# Territoriale abdij
Een territoriale abdij is een abdij met de functie van een bisdom. Haar abt heeft de juridische bevoegdheid van een bisschop, echter niet zijn wijdingsbevoegdheid. De abt maakt deel uit van de lokale bisschoppenconferentie.
Sinds het Tweede Vaticaans Concilie (1962-1965) wordt het aantal territoriale abdijen door de heilige Stoel stelselmatig verminderd. Doel is een ontvlechting van kloosterlijke en diocesane taken. Er zijn in de Katholieke Kerk wereldwijd nog 11 territoriale abdijen.
In het jaar 2002 werd het territorium van de Italiaanse benedictijnerabdij Subiaco vrijwel geheel verdeeld onder de nabijgelegen bisdommen. Het gebied van deze territoriale abdij is nu beperkt tot de abdij zelf.
Ook de Romeinse territoriale abdij Sint-Paulus buiten de Muren moest in 2005 haar territorium opgeven. Zij heeft nu de status van een gewone abdij. Hetzelfde gebeurde in 2002 al met de territoriale cisterciënzersabdij Claraval in Brazilië.

## Territoriale abdijen
In Italië:
- Santa Maria di Grottaferrata (basilianen)
- Monte Oliveto Maggiore (benedictijnen)
- Montevergine (benedictijnen)
- Monte Cassino (benedictijnen)
- Archimandritaat Santissimo Salvatore (basilianen)
- Subiaco (benedictijnen)
- Heilige Drie-eenheid van Cava de' Tirreni (benedictijnen)

In Zwitserland:
- Sint-Mauritius (augustijnen)
- Abdij van Einsiedeln (benedictijnen)

In Oostenrijk:
- Wettingen-Mehrerau (cisterciënzers)

In Hongarije:
- Pannonhalma (benedictijnen)

In Noord-Korea:
- Tokwon (benedictijnen)